# معصوم استانکزی
محمد معصوم استانکزی (زاده ۱۳۳۷ خورشیدی ولسوالی محمد آغه ولایت لوگر) سیاستمدار اهل افغانستان است. وی سابقه فعالیت در سمت‌های ریاست عمومی امنیت ملی افغانستان و وزیر و سرپرست سابق وزارت‌خانه‌های دفاع و مخابرات افغانستان را در کارنامه دارد. وی در دوره دولت وحدت ملی به عنوان وزیر دفاع افغانستان معرفی شد اما نتوانست رای اعتماد پارلمان را کسب کند و مدتی در سمت سرپرست این وزارتخانه فعالیت داشت و در ۱۶ ثور ۱۳۹۵ به عنوان سرپرست ریاست عمومی امنیت ملی منصوب شد. وی در ۱۴ سنبله (شهریور) ۱۳۹۸ از سمت ریاست عمومی امنیت ملی استعفا داد.

## زندگی‌نامه
محمد معصوم استانکزی زاده ۱۳۳۷ خورشیدی از روستای  مغل خیل ولسوالی محمد آغه ولایت لوگر افغانستان است. تعلیمات ابتدایی خود را در مکتب متوسطه ده نو ولسوالی محمد آغه لوگر تکمیل نموده و سپس در موسسه تربیتی مخابرات کابل شامل و در رشته مایکروویو تحصیلات خویش را تا صنف ۱۴ به پایان رسانید. وی تحصیلات خود را تا دوره دکترا در رشته مهندسی ساختمانی ادامه داده است و گفته می‌شود که و در انستیتوی مخابرات نیز تحصیل کرده و آموزش‌های نظامی دیده است.

## فعالیت سیاسی
معصوم استانکزی علاوه بر سمت ریاست عمومی امنیت ملی افغانستان، در پست‌های وزارت مخابرات و مشاور رئيس جمهور در دوره حامد کرزی، رئیس دبیرخانه شورای عالی صلح و وزارت دفاع نیز فعالیت سیاسی کرده است.

### ریاست عمومی امنیت ملی افغانستان
وی در دولت وحدت ملی در ابتدا به عنوان وزیر دفاع معرفی شد اما نتوانست رأی اعتماد پارلمان را کسب کند و پس از مدتی فعالیت در سمت سرپرست وزارت دفاع افغانستان در ۱۶ ثور (اردیبهشت) ۱۳۹۵ به عنوان سرپرست ریاست عمومی امنیت ملی افغانستان منصوب شد. معصوم استانکزی پس از عملیات ۱۳ سنبله (شهریور) ۱۳۹۸ که توسط «قطعه ۰۲ّ» امنیت ملی در حوزه چهارم امنیتی شهر جلال آباد، مرکز ولایت ننگرهار که منجر به کشته شدن ۴ تن از اعضای یک خانواده شد، استعفا داد. استعفای وی مورد تأیید محمد اشرف غنی، رئیس جمهور افغانستان قرار گرفت.

### فعالیت‌ها
- وزیر مخابرات، تکنولوژی معلوماتی در دوره دولت انتقالی.
- ۱۳۸۴ - ۱۳۸۹: معاون کمیسیون خلع سلاح و خصوصی سازی، مشاور رئیس‌جمهور در امور امنیت داخلی.
- ۱۳۸۹: عضو شورای عالی صلح و رئیس دبیرخانه آن شورا .[۶]